# Drosophila santomea
Drosophila santomea är en tvåvingeart som beskrevs av Lachaise och Robert Rees Harry 2000. Drosophila santomea ingår i släktet Drosophila och familjen daggflugor.
Artens utbredningsområde är São Tomé.